# Valea Cocești
Valea Cocești falu Romániában, Erdélyben, Fehér megyében.

## Fekvése
Mamaligány közelében fekvő település.

## Története
Valea Coceşti korábban Mamaligány része volt. 1956 körül vált külön 94 lakossal.
1966-ban 95, 1977-ben 64, 1992-ben 38 román lakosa volt. A 2002-es népszámláláskor pedig 39 lakosából 38 román, 1 magyar volt.